# Personatge
Un personatge és un caràcter que apareix a obres de ficció, encara que pugui tenir una base real o imitar una persona existent. Pot ser un individu, ésser, objecte o espai que actua dins la trama, que fa que avanci l'acció i que té unes característiques que el diferencien de la resta, usualment accessibles a partir dels seus actes o de descripció directa.
És un element essencial de la narrativa (l'excepció és la novel·la experimental Finnegans Wake, de James Joyce) i el drama. A la poesia s'identifica amb la veu lírica, tot i que poden aparèixer personatges al poema com a exemple de sentiments o com a destinataris de l'obra.
Un personatge pot ser pla si no evoluciona al llarg de l'obra, és a dir, si es manté estable mentre dura l'acció i aquesta no afecta la seva manera de ser. En canvi, els personatges anomenats rodons es veuen afectats per la història i pateixen una transformació. Usualment són més rodons els personatges principals i es presenten amb més detall.
Determinats personatges poden esdevenir arquetips si representen per antonomàsia una manera de ser o de pensar, com un símbol ficcional d'una qualitat o personalitat.

## Tipus de personatges
- Protagonista: personatge principal de la trama, que clàssicament està mogut per en principi un, o poden ser més, motius o objectius principals, que pot acabar aconseguint o no. Pot haver més d'un protagonista i pot ser que els seus objectius siguin el mateix o diferents. En obres dramàtiques contemporànies, alguns autors han fet obres a les quals es trenquen aquestes regles i no hi ha protagonistes o no tenen cap objectiu.
  - Heroi, en algunes obres antigues, personatge que té algunes qualitats i virtuts que es consideren més bones o vàlides que d'altres i que l'autor proposa com a model a seguir. En canvi un antiheroi és un protagonista sense les virtuts tradicionals, que l'autor espera que empatitzi amb el públic precisament per compartir aquelles petites misèries, o ser de vegades maldestre o no ser en tot moment l'ideal de perfecció exigit per la societat; els clowns sovint són antiherois. Un personatge, protagonista o no, pot no ser ni heroi ni antiheroi.
- Antagonista: personatge l'objectiu del qual és que el protagonista no aconsegueixi el seu objectiu, creant així un conflicte dramàtic. És molt més freqüent a obres antigues que a les actuals. Així, altres maneres d'aconseguir un conflicte és que aquest sigui intern (per exemple, el protagonista estima la dona del seu millor amic), físic (vol beure d'un porró però tremola), extern però no a causa d'altra persona, etc. També pot ser que hi hagi conflicte d'interessos entre els objectius de diversos personatges, o a causa de les relacions entre ells, com típicament que més d'un vulgui guanyar el mateix premi o els triangles amorosos. Algunes obres a partir del segle XX han investigat dramatúrgies que no només no tenen antagonistes, sinó que tampoc no tenen conflicte, un d'aquests autors per exemple és Samuel Beckett.
- Cor: a les arts escèniques, és un personatge col·lectiu i anònim interpretat per un conjunt d'intèrprets, sovint de l'ordre d'una desena. En grans superproduccions poden ser centenars i estar interpretat per figurants. Pot incorporar o no a un corifeu.
- Personatge fantasma: és un personatge que apareix a l'obra dramàtica per referències però que no surt a escena, pot ser un déu, una persona a la que s'està esperant però que no acaba d'arribar, una persona de la qual s'investiga un assassinat i que no ha aparegut en cap moment, etc.
- Personatges secundaris: són caràcters, sovint amb aparicions puntuals a la història, que aporten subtrames i altres punts de vista. Poden ser més complexos i interessants que els protagonistes.
- Personatge pla: és el que té una caracterització esquemàtica, com un esbós. Queda definit amb un sol traç i es manté invariable en tota l'obra o experimenta petites modificacions. De vegades, la simplicitat de trets del personatge pla fa que tingui tendència a la caricaturització. Entre els personatges que tenen aquest caràcter caricaturesc cal destacar l'antiheroi, personatge mediocre, mancat d'heroïcitat i de valors superiors, que expressa la irracionalitat i la manca de sentit de la vida humana.

### Personatges segons la profunditat psicològica:[1]
Personatges rodons: compten amb una personalitat amb diverses facetes (complexa) i evolucionen i canvien al llarg de la història. Solen ser personatges protagonistes, ja que, en tenir diverses personalitats, el públic mai no sap del tot com actuarà, mantenint així el factor sorpresa a la pel·lícula.
Personatges plans: tenen una personalitat basada en un o dos caràcters i no evolucionen al llarg de la història. En la majoria dels casos es fan servir com a personatges secundaris, ja que no pateixen cap canvi i són fàcils de seguir per al públic.

## Característiques dels personatges
L'anàlisi de personatges estableix la seva informació bàsica (nom, cognoms, època, classe, tipologia i figura), la dimensió física i fisiològica (sexe, edat, altura i pes, color de cabell, ulls i pell, roba, aspecte, atributs físics i forma física, salut, defectes físics i marques de naixement, i herència) la dimensió sociològica, que permet relacionar el personatge amb l'ambient i el context social en el que es troba (classe social, feina, història personal, comportament, llenguatge, gestualitat i moviment, educació, orígens, religió, nacionalitat, lloc en la comunitat, ideologia i aficions), i la seva dimensió psicològica (ambicions, objectius primaris i secundaris, frustracions, temperament i actitud, caràcter, arc de transformació, tipus de conflicte, virtuts, defectes, carisma, vida afectiva, sexual i moral, autoestima i complexos, supersticions, imaginació i intel·ligència).